# Doris & Knäckebröderna
Doris & Knäckebröderna var en musik/komikergrupp som gjorde barn- och familjeunderhållning. Gruppen bestod av Viktoria Johansson (Doris), Micke Hansen (Hilding) och Anders Johansson (Helding).
Doris & Knäckebröderna bildades av medlemmarna 1999 i Sunnanå Studio, där det första albumet En blommig skiva (1999) spelades in. Det andra albumet En randig skiva gavs ut 2000 och blev belönat med en Grammis i kategorin bästa barn. Det tredje albumet En Lysande skiva gavs ut 2003 och följdes 2004 av det fjärde Budfirman Bums som även det blev nominerat till Grammis. 2005 gavs även DVD:n Sillamackor & Bilplums ut. 2007 släpptes albumet " En rutig skiva", även denna blev grammisnominerad. Gruppens sista album blev "En Gipsskiva".
2004 började gruppen spela in TV-program och Doris & Knäckebrödernas första programserie Budfirman Bums sändes för första gången i SVT:s Bolibompa hösten 2004. Tätt efter (våren 2005) sändes den andra programserien Bumsfilibaba och 2007 kom den tredje Bumsfilibaba igen. Doris & Knäckebrödernas fjärde programserie utgjorde 2007 års upplaga av SVT:s Jullovsmorgon och hette Budfirman Bums jullov. De första TV-serierna producerades i samarbete med produktionsbolaget TicTac, men Budfirman Bums jullov producerades av gruppmedlemmarna själva i det egna bolaget UBASTI med Anders Johansson som producent. I juli 2009 släpptes Budfirman Bums jullov på DVD som gavs ut av Sandrew Metronome. 2009 släpptes också albumet "En rutig skiva". I januari 2010 gavs en jubileumsshow på Malmö konserthus i samband med att Doris & Knäckebröderna firade tio år. 2010 fyllde Doris & Knäckebröderna egentligen elva år men enligt utsago "...fick det bli då eftersom konserthuset var uppbokat hela 2009...".
Doris & Knäckebröderna har även spelat in mer än 40 musikvideor för SVT med eget material.
Doris & Knäckebröderna turnerade över hela Sverige med sina shower 1999-2011.